# Tristichella dimorpha
Tristichella dimorpha là một loài rêu trong họ Sematophyllaceae. Loài này được I.G. Stone mô tả khoa học đầu tiên năm 1987.